# Aedes gurneri
Aedes gurneri är en tvåvingeart som beskrevs av Someren 1946. Aedes gurneri ingår i släktet Aedes och familjen stickmyggor. Inga underarter finns listade i Catalogue of Life.